# 科田法
科田法，是高麗末期最后一次田制改革，也是朝鲜王朝早期田制。
高麗後期田柴科制破坏，大量官地成为私地。后来李成桂改革地制，把京城最好的地方配给自己手下，使他们有取代高麗的能力。最初只以京畿道土地分配，1417年也分配忠清道、全羅道、慶尚道，1431年收入不足又重新只以京畿道土地分配。
科田法規定土地國有，分配给两班但不准買賣，以收获十分一交税给國家，兩班可持有土地至其死亡，但子嗣不得繼承，除寡妇不再婚，或有孤儿则可繼承作為恤養。1466年由於土地与收入不足只授田在职两班，退休即歸還土地，稱為職田法。